# Phorcynis catulina
Phorcynis catulina è una specie di pesci cartilaginei estinta, appartenente agli orectolobiformi. Visse nel Giurassico superiore (Kimmeridgiano/Titoniano, circa 155 - 149 milioni di anni fa) e i suoi resti fossili sono stati ritrovati in Europa.

## Descrizione
Questo squalo era di piccole dimensioni, e solitamente non superava la lunghezza di 40 centimetri. Phorcynis era dotato di due pinne pettorali larghe e arrotondate e di due pinne dorsali. Le pinne ventrali erano disposte al di sotto della prima pinna dorsale, e non erano molto distanti dalle pinne pettorali. La testa era ampia e dotata di un muso corto. I denti erano piccoli, aguzzi e asimmetrici, simili a quelli degli attuali rappresentanti del genere Orectolobus. Le scaglie di Phorcynis erano dotate di parti superiori allungate, con una carena mediana e piccole pieghe laterali.

## Classificazione
Phorcynis catulina venne descritto inizialmente da Thiolliere nel 1854, sulla base di fossili molto ben conservati ritrovati nel giacimento di Cerin, in Francia, in terreni del Kimmeridgiano. Successivamente sono stati scoperti altri esemplari attribuibili al genere Phorcynis, provenienti dalla zona di Solnhofen in Germania e anche in Spagna. 

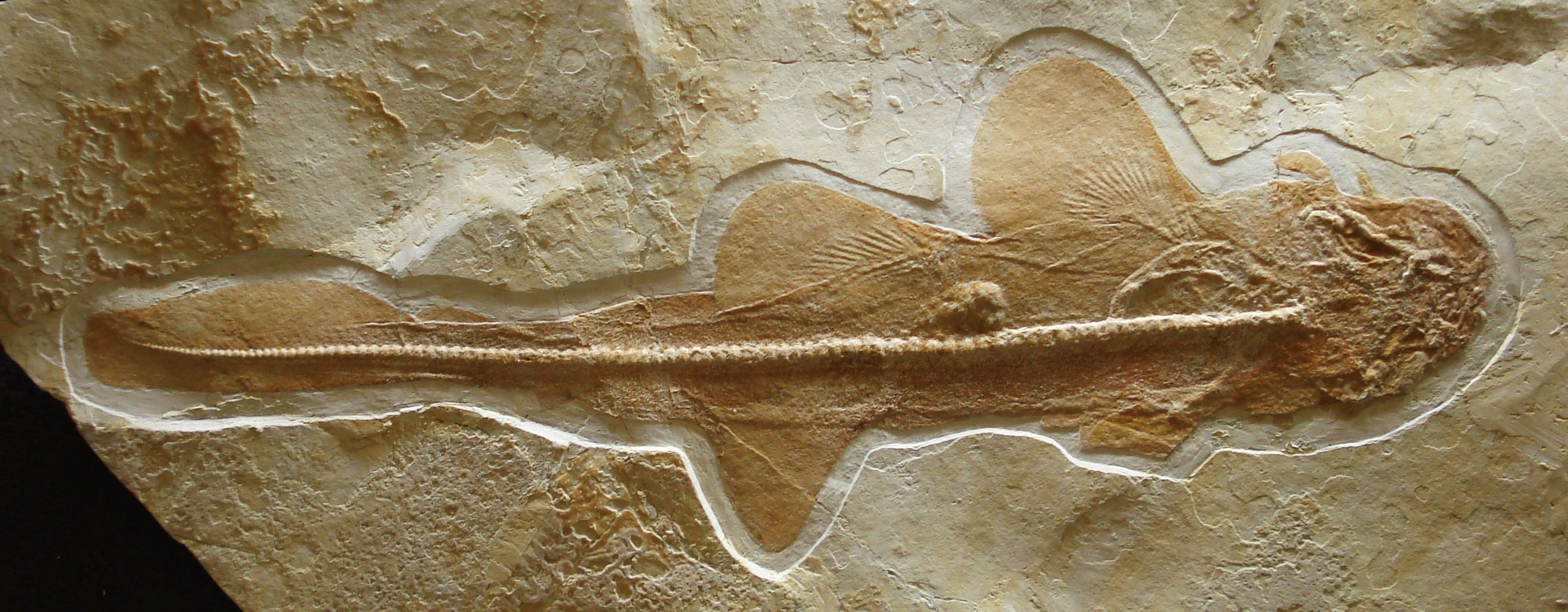
Fossile di Phorcynis proveniente da Solnhofen

Inizialmente Phorcynis, data la forma del corpo vagamente appiattita e le pinne pettorali ampie e tonde, era stato avvicinato all'attuale squadro (Squatina squatina), ma in seguito sono state messe in luce le sue parentele con i cosiddetti "squali tappeto" (Orectolobidae).

## Paleoecologia
Probabilmente, come gli odierni squali tappeto, anche Phorcynis viveva nei pressi del fondale nutrendosi di piccoli pesci che catturava con movimenti rapidi e improvvisi.